# دويغي جونستون
دويغي جونستون (بالإنجليزية: Dougie Johnstone)‏ هو لاعب كريكت ولاعب كرة قدم بريطاني في مركز الدفاع، ولد في 12 مارس 1957 في Irvine, North Ayrshire ‏ في المملكة المتحدة. لعب مع نادي غرينوك مورتون.